# Hadrimane, Siddapur
Hadrimane là một làng thuộc tehsil Siddapur, huyện Uttara Kannada, bang Karnataka, Ấn Độ.